# Martial Richoz
Pour les articles homonymes, voir Richoz.
Martial Richoz, né le 15 mai 1962 à Lausanne, et mort dans la même ville le 29 juin 2024, est une personnalité suisse. Connu sous le surnom de l'« Homme-Bus », et passionné par les trolleybus de sa ville natale, il est connu pour avoir circulé dans ses rues au début des années 1980, imitant un bus en poussant des chariots qu'il crée lui-même avec du matériel recyclé.

## Biographie

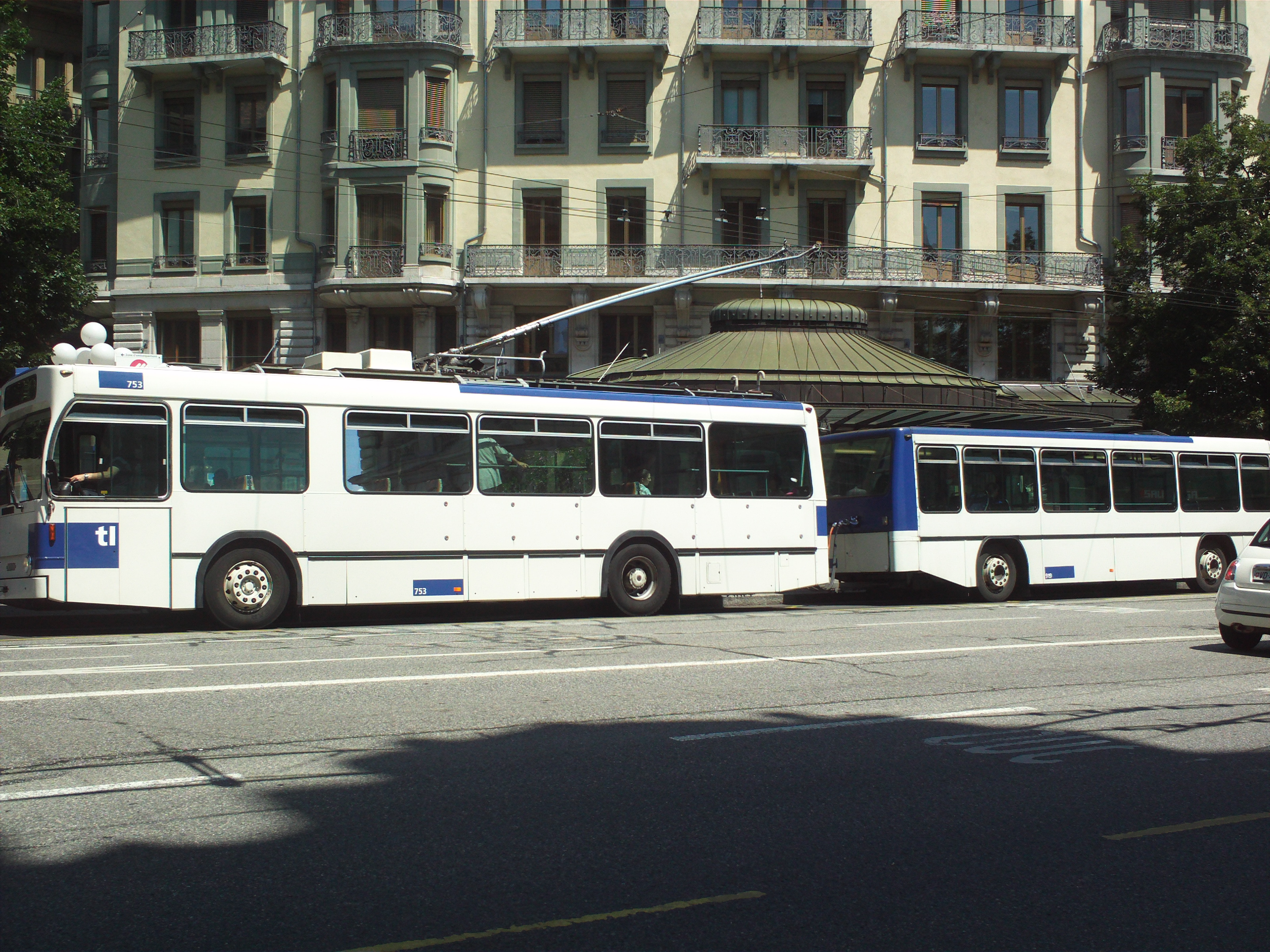
Un trolley-bus à Lausanne

A l’assurance-invalidité dès l’adolescence et sous tutelle, Martial Richoz construit des chariots ressemblant à des trolleybus des Transports publics de la région lausannoise (TL), et s'invente un personnage de conducteur de bus, poussant ses créations dans les rues de Lausanne en suivant un horaire et un tracé définis. Pendant ses sorties, il imite les bruits des véhicules, tel que l'ouverture des portes ou les clignotants.
Très connu dans sa ville de Lausanne dans les années 1980, Martial Richoz est au centre d'un film documentaire, Martial dit l'homme-bus réalisé par Michel Etter en 1983, qui est sélectionné au festival Cinéma du réel organisé par le Centre Pompidou.

Il déclare dans ce documentaire, à l'âge de 20 ans : 

« Je crois que beaucoup de gens ne me comprendront pas, parce qu'il faut une imagination qui dépasse beaucoup de gens, et notamment certains psychiatres. […] Ce que la société appelle « ma folie », ce n'est autre qu'une souffrance terrible, qui s'est transformée en dépression. La seule chose qui me maintient, c'est mes trolleys »

Il fait ensuite l'objet d'une médiatisation croissante, avec en particulier un article à son sujet dans le journal Le Monde.
Le 10 janvier 1986, âgé d'à peine 23 ans, il est arrêté par la police et interné de force à l'hôpital de Cery. Un article du journal Le Matin, daté du 28 janvier 1986, apporte des précisions consacré à son internement et des voies de recours. Il indique : « Le juge de Paix José Bovay a donné l'ordre de se saisir de Martial, après avoir pris connaissance d'un rapport médical qui reste secret. Il fonde son action sur l'article 397 du Code civil, au chapitre "Privation de liberté à des fins d'assistance". Il prévoit que "toute personne majeure ou interdite peut être placée ou retenue dans un établissement approprié lorsque, en raison de maladie mentale, de faiblesse d'esprit, d'alcoolisme, de toxicomanie ou de grave état d'abandon, l'assistance personnelle nécessaire ne peut lui être fournie d'une autre manière. La personne en cause doit être libérée dès que son état lui permet ». Inquiétant pour la liberté individuelle ? Oui. Mais il existe des voies de recours. C'est l'autorité tutélaire - le juge de paix et ses assesseurs - qui rend une décision motivée, susceptible d'un recours - dans les dix jours - auprès de la Chambre des tutelles du Tribunal cantonal. La victime d'un internement peut demander un avocat d'office. Elle peut, en tout temps, solliciter sa mise en liberté. Comment connaîtra-t-elle ses droits ? La loi prévoit que toute personne qui entre dans un établissement doit être immédiatement informée, par écrit, de son droit d'en appeler au juge contre son internement. De plus, l'autorité de surveillance - le Conseil de santé dans le canton de Vaud - entend toute personne internée contre sa volonté et l'oriente sur ses droits.      
Des manifestations s'opposent à cet internement, soutenues par certaines personnalités, dont Michel Thévoz, historien de l'art et conservateur, ou le médecin psychiatre Barthold Bierens de Haan. Il est remis en liberté le 4 février. À sa sortie, et à la suite des demandes des médecins, il cesse ses activités dans les rues. Son internement, jugé inutile par certains, divise la société et pose plus généralement la question des pratiques des institutions psychiatriques.
Il se lie d'amitié avec des employés des TL, et il est intégré dans l'entreprise qui lui confie le rangement des bus dans leur dépôt de Prélaz (aujourd'hui démoli).
Un de ses chariots, de même que les dessins de câbles électriques de trolleybus et de réseau de lignes de bus qu'il a créés, font partie de la Collection de l'art brut, musée suisse de Lausanne. L'ensemble a été acheté en 1985 par le directeur de l'époque, Michel Thévoz.
En 2023, quarante ans après le documentaire qui lui avait été consacré, l'émission Une histoire particulière  de France Culture le retrouve et réalise deux émissions à son sujet.
Il décède à Lausanne le samedi 29 juin 2024, des suites d'une maladie.